# Bram Vandenbroeck
Bram Vandenbroeck (Kampenhout, 20 november 1983) is een Belgisch voormalig karateka en curler.
Vandenbroeck werd in 2005 wereldkampioen karate in de stijl Wado-ryu in de gewichtscategorie 80+ kg. Daarnaast werd hij ook vier keer Belgisch kampioen (BKF) bij de zwaargewichten.
Naast karateka is Vandenbroeck ook ultraloper en beoefende hij op Europees niveau van 2010 tot 2017 curling.
Na zijn sportloopbaan richtte hij een managementbureau op voor talenten uit de sportwereld en entertainmentwereld. Ook is hij gast in diverse podcasts.